# کلاهبرداری قرعه کشی

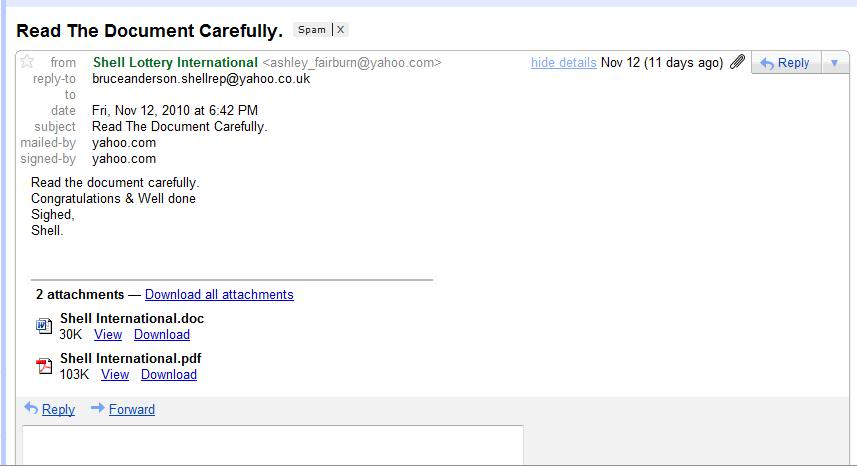
تصویر کلاهبرداری ایمیل برنده قرعه کشی

کلاهبرداری بخت آزمایی و قرعه کشی نوعی کلاهبرداری با هزینه ( پیش پرداخت ) است که با یک پیامک یا یارانامه غیرمنتظره، تماس تلفنی یا ارسال پستی (گاهی شامل یک چک بزرگ) شروع می‌شود که اعلام می‌کند "شما برنده شدید!" به گیرنده پیام -هدف کلاهبرداری- معمولاً گفته می‌شود مقدار زیادی پول در قرعه کشی برنده شده‌اید و از او خواسته می‌شود این اعلامیه را مخفی نگه دارد، «به دلیل اختلاط در برخی از نام‌ها و شماره‌ها» و با «نماینده ادعاها» تماس بگیرد. پس از تماس با نماینده، از هدف کلاهبرداری خواسته می‌شود که «هزینه پردازش» یا «هزینه انتقال» را بپردازد تا جایزه ارسال شود، اما او طبعاً هرگز هیچ گونه وجهی دریافت نخواهد کرد. بسیاری از کلاهبرداری‌های بخت آزمایی و قرعه کشی یارانامه از نام سازمان‌های قرعه کشی قانونی یا سایر شرکت ها/شرکت‌های قانونی استفاده می‌کنند، اما این بدان معنا نیست که سازمان‌های قانونی در کلاهبرداری‌ها مشارکت دارند.

## شناسایی
برای شناسایی یارانامه بخت ازمایی و قرعه کشی جعلی راه‌های مختلفی وجود دارد:
- اگر کسی بلیط نخریده باشد، نمی‌تواند برنده جایزه شود. هیچ چیزی مانند «یارانامه» یا هر قرعه کشی دیگری که در آن «هیچ بلیطی فروخته نشود» وجود ندارد. این یک نوع اختراع توسط کلاهبردار است تا قربانیان باور کنند برنده شده‌اند.
- کلاهبردار از قربانیان می‌خواهد که پیش از دریافت جایزه خود مبلغی را پرداخت کنند. همهٔ قرعه کشی‌های واقعی به سادگی هر گونه هزینه و مالیات را از جایزه کم می‌کنند. صرف نظر از اینکه کلاهبردار ادعا می‌کند این هزینه برای چه چیزی است (مانند هزینه‌های پیک، هزینه‌های بانکی یا گواهی‌ نامه های ساختگی مختلف)، همه اینها توسط کلاهبردار برای به دست آوردن پول از قربانیان ساخته می شوند.
- یارانامه های کلاهبرداری بخت ازمایی و قرعه کشی معمولاً از یارانامه های رایگان مانند Outlook, Yahoo!، Hotmail, Live, MSN, Gmail و غیره می‌آیند.
- یارانامه های کلاهبرداری اغلب اصرار دارند که گیرنده برد خود را محرمانه نگه دارد، این کار برای جلوگیری از توصیه دیگران مبنی براینکه یارانامه یک کلاهبرداری است، انجام می‌شود.
- اغلب تناقضی بین ارزها و کشورها وجود خواهد داشت، مانند پیام ارسالی به فردی که در بریتانیا زندگی می‌کند و ادعا می‌کند این مبلغ به دلار آمریکا است در حالی که خود قرعه کشی در آفریقای جنوبی خواهد بود.
- با توجه به اکثریت پیام‌های یارانامه کلاهبرداری ، پیام‌های کلاهبرداری بخت ازمایی و قرعه کشی اغلب حاوی مسائل املایی / دستوری هستند.

اکثر کلاهبرداری‌های بخت ازمایی و قرعه کشی یارانامه نوعی کلاهبرداری با پرداخت پیش قسط هستند.

## فروش سهام با قرعه کشی «برد»
نوعی از کلاهبرداری بخت ازمایی و قرعه کشی، یارانامه کلاهبرداری یا صفحه وب است که در ان گیرنده مبلغ زیادی پول در قرعه کشی برنده شده بود. به گیرنده دستور داده می‌شود که خیلی سریع با یک نماینده تماس بگیرد، اما کلاهبرداران فقط از یک شرکت ثالث، شخص، یارانامه یا نام ها برای پنهان کردن هویت واقعی خود استفاده می‌کنند، در برخی موارد جوایز اضافی ارائه می‌ دهند(مانند یک تعطیلات مجلل ۷ روزه و ۶ شب باهاما، اگر کاربر ظرف ۴ دقیقه زنگ بزند). پس از تماس با «نماینده»، از گیرنده خواسته می‌شود به دفتری مراجعه کند که در طی یک ساعت یا بیشتر، شرایط دریافت پیشنهاد مشخص می‌شود. برای مثال، دریافت‌کننده جایزه تشویق می‌شود تا ۳۰ برابر مبلغ جایزه را صرف دریافت خود جایزه کند. به عبارت دیگر، اگرچه این پیشنهاد واقعی است، اما درواقع تنها یک تخفیف چند درصدی برای خرید بسیار گران است. این نوع کلاهبرداری در بسیاری از حوزه‌های قضایی قانونی است.
گاهی اوقات پیام‌های کلاهبرداری بخت ازمایی و قرعه کشی توسط پست معمولی ارسال می‌شوند. با توجه به نتایج این تحقیق می توان نتیجه گرفت که هریک از این دو روش از نظر محتوا و سبک مشابه نسخه های یارانامه می باشند. به عنوان مثال، برخی کلاهبردارها توسط نامه ای از نام قرعه کشی‌های قانونی اسپانیا، مانند El Gordo de la Primitiva، سوء استفاده می‌کنند.
در بریتانیا تعدادی از سایت‌های قرعه کشی قانونی، صفحاتی را در مورد موضوع کلاهبرداری اختصاص داده اند.

## تنوع باج گیری
این تنوع متکی بر هدفی است که توافق می کند مبلغی را بپذیرد که انها می دانند مستحق آن نیستند و پس از ان، زمانی که انها از پرداخت پیش قسط امتناع می‌کنند، کلاهبرداران آنها را تهدید به گزارش می‌کنند مگر اینکه باج پرداخت شود.
یک سناریوی معمولی زمانی است که یارانامه ها برای کارکنان یک شرکت چند ملیتی با دفاتر/شعب در سراسر جهان با استفاده از ادرس یارانامه کاری انها ارسال می‌شوند. کلاهبرداران خود را به عنوان عوامل طرحی معرفی خواهند کرد که شرکت چندملیتی برنده آن شده‌است. به عنوان مثال، «برندگان» جایزه در نتیجه درج آگهی با پیشبرنده فرضی این طرح در یک مجله تجاری مبهم (و گاهی تخیلی) است که در یک کشور ناشناخته منتشر شده است. کلاهبرداران ادعا خواهند کرد که به دفتر مرکزی شرکت نامه نوشته‌اند و تمام تلاش خود را برای انتقال «جایزه» انجام داده‌اند اما موفقیت‌آمیز نبوده‌است، ولی از آنجایی که آنها (کلاهبرداران) نمی‌خواهند چهره خود را با تبلیغ کنندگان از دست بدهند بلکه می خواهند مسولیت خود را برای انتقال جایزه از دست بدهند، از آنها می خواهند که اطلاعات بانکی خود را به انها بدهند تا «جایزه» را ارسال کنند و به انها اعتماد کنند که آن را به کارفرمایان خود تحویل دهند. این امر بلافاصله باعث می شود هدف در برابر حملات فیشینگ آسیب‌پذیر باشد، اما مهمتر از آن، تلاش‌ برای باج گیری است. زمانی که انها از پرداخت هر گونه هزینه اضافی خودداری می‌کنند، کلاهبرداران تهدید می‌کنند که این موضوع را به کارفرمایان / پلیس گزارش می‌دهند.